# Copa del Pacífico 2009
La Copa del Pacífico 2009 fue un torneo internacional de fútbol de carácter no oficial. Fue la quinta edición, siendo disputada en el estadio George Capwell y en el Modelo Alberto Spencer de Guayaquil. Los equipos participantes fueron: Club Sport Emelec, Corporación Deportiva Independiente Medellín, Club Deportivo Universidad de San Martín de Porres y Deportivo Quito. Independiente Medellín se consagró campeón en esta edición al vencer a Emelec con 2 goles de Jackson Martínez..

## Cuadrangular
La primera fase de semifinales se la disputó el 18 de enero y la final el 21 del mismo mes.
|  | Semifinales            | Semifinales            |   |                 | Final                  | Final |  |
|  |                        |                        |   |                 |                        |       |  |
|  |                        |                        |   |                 |                        |       |  |
|  |                        |                        |   |                 |                        |       |  |
|  | Emelec                 | 1 (3)                  |   |                 |                        |       |  |
|  | Universidad San Martín | 1 (2)                  |   |                 |                        |       |  |
|  |                        |                        |   |                 |                        |       |  |
|  |                        |                        |   |                 |                        |       |  |
|  |                        |                        |   |                 | Emelec                 | 0     |  |
|  |                        | Independiente Medellín | 2 |                 |                        |       |  |
|  |                        |                        |   |                 |                        |       |  |
|  |                        |                        |   |                 |                        |       |  |
|  |                        |                        |   |                 | 3º puesto              |       |  |
|  |                        |                        |   |                 |                        |       |  |
|  | Deportivo Quito        | 0                      |   | Deportivo Quito | 3 (5)                  |       |  |
|  | Independiente Medellín | 1                      |   |                 | Universidad San Martín | 3 (6) |  |

| Colombia                       |
| Campeón Independiente Medellín |